# Gare de Bordeaux-Saint-Jean
Pour les articles homonymes, voir Gare de Bordeaux.
La gare de Bordeaux-Saint-Jean, dite gare Saint-Jean à Bordeaux, est la plus grande gare ferroviaire du département de la Gironde et de la région Nouvelle-Aquitaine, à 2 h 4 min de Paris par l'utilisation de la LGV Sud Europe Atlantique.
Les trains desservant la gare sont en provenance ou à destination de villes comme Arcachon, Toulouse, Montpellier, Nîmes, Marseille, Marmande, Strasbourg, Lille et Nantes. Les liaisons avec Angoulême, Agen, Bergerac, La Rochelle, Langon, Libourne, Limoges, Pau, Périgueux et Poitiers sont fréquentes.

## Situation ferroviaire

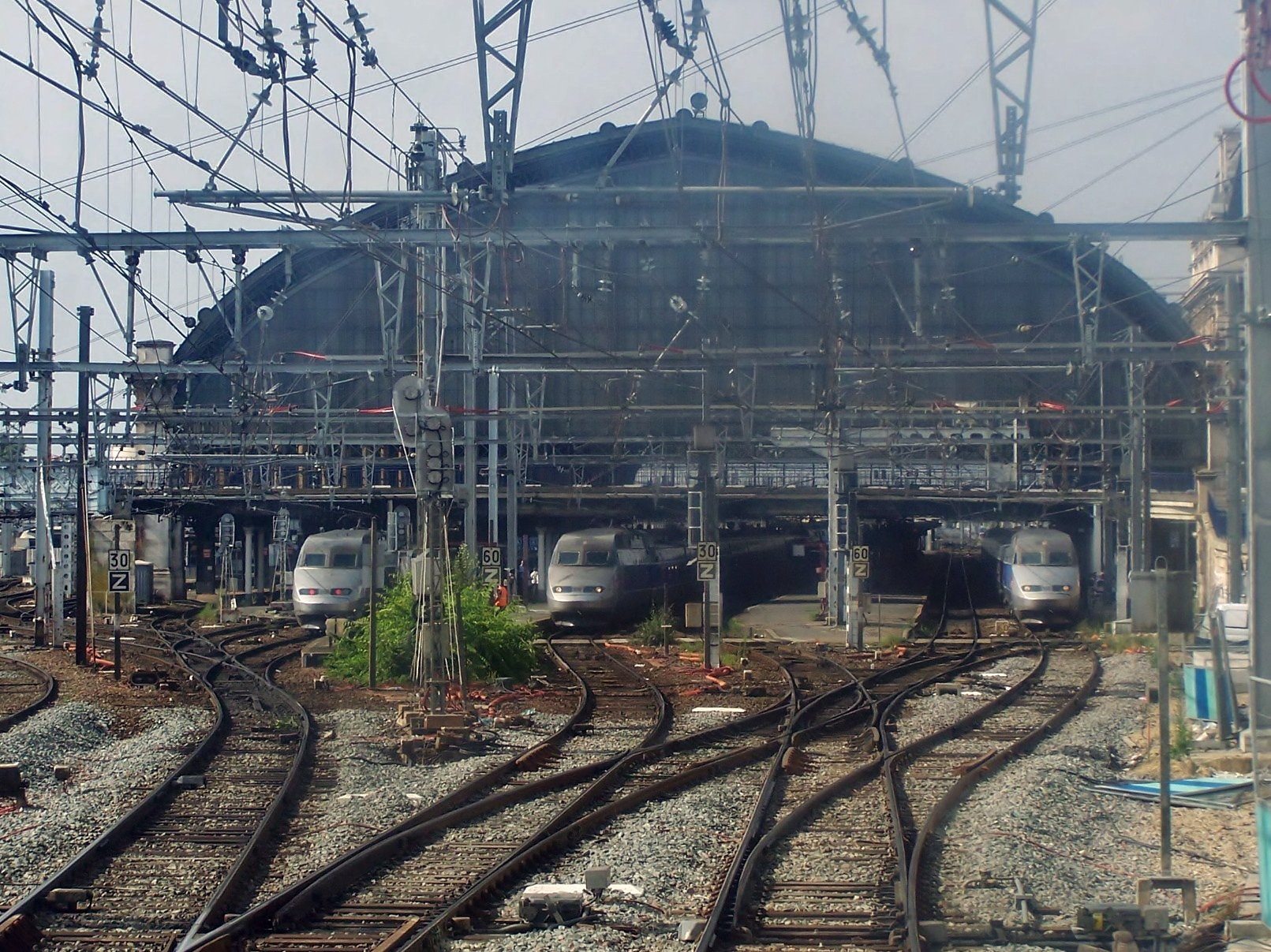
Vue d'ensemble des voies, en arrivant du côté de la Garonne.

La gare Saint-Jean est située au point kilométrique (PK) 583,844 de la ligne de Paris-Austerlitz à Bordeaux-Saint-Jean. Elle est également l'origine de la ligne de Bordeaux-Saint-Jean à Sète-Ville, et de la ligne de Bordeaux-Saint-Jean à Irun ainsi que l'aboutissement de l'ancienne ligne de Chartres à Bordeaux-Saint-Jean.
Son altitude est de 7 m.

## Histoire

### Dates clés
La gare de Bordeaux-Saint-Jean, située au bout du cours de la Marne, a été construite en 1855, sous le nom de gare du Midi, par la Compagnie du Midi.
Cette compagnie entreprenait depuis 1852 la construction d'une ligne de chemin de fer entre Bordeaux et Sète. Le 7 septembre 1853, elle adresse aux autorités un projet d'implantation d'une gare sur les quais de Bourgogne, de la Salinière et de la Grave, au détriment des activités navales qui s'y trouvaient. Elle doit faire face à une levée de boucliers des riverains. Est seulement autorisée la construction d'une gare provisoire à l’extrême sud de Bordeaux, sur les terres basses de Paludate. La gare ne comptait que cinq voies et les bâtiments étaient en bois.

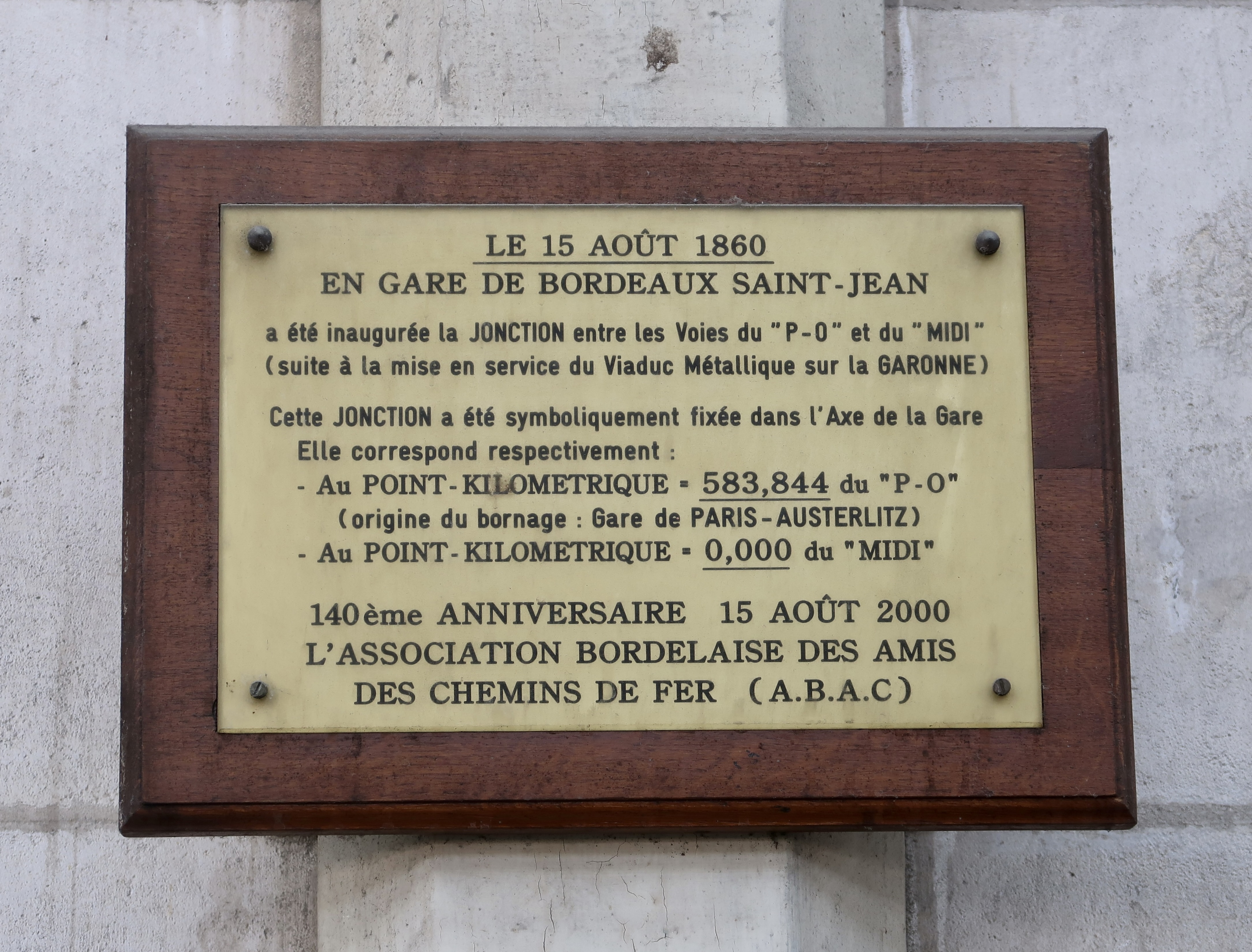
Plaque sur le quai 1 en souvenir du raccordement des gares du PO et du Midi, en 1860.

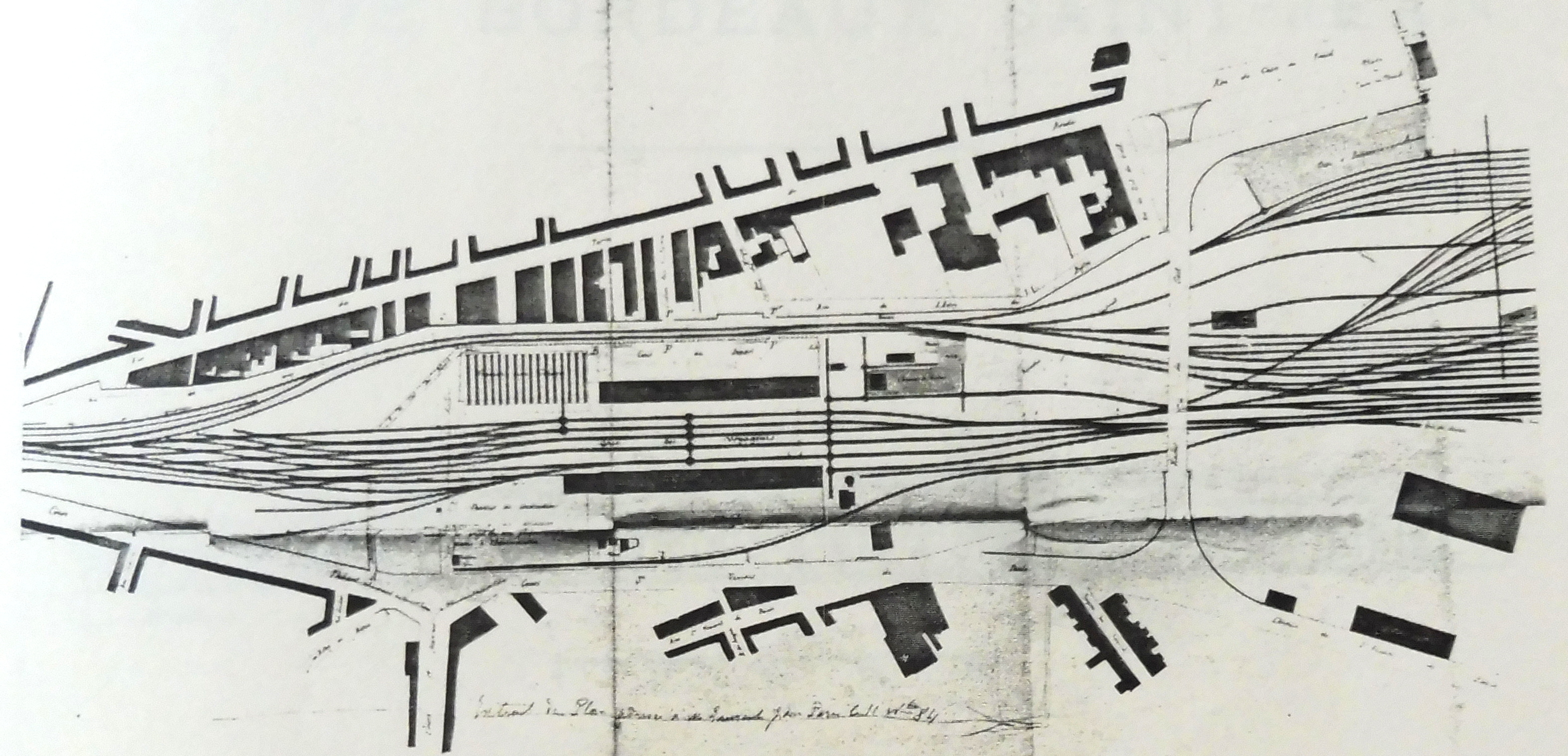
Plan de la gare provisoire ou gare en bois, ainsi que de ses proches environs, 11 mars 1882.

Le 31 mai 1855, la Compagnie du Midi met en service une liaison entre Bordeaux et la gare de Langon, premier tronçon de la ligne de Bordeaux à Sète. La même année, la ligne vers La Teste est redirigée vers cette gare au détriment de la gare de Bordeaux-Ségur. Progressivement, grâce à la mise en service le 25 août 1860 de la passerelle Eiffel, la petite gare provisoire du Midi allait devenir la principale gare de Bordeaux aux dépens de la gare de Bordeaux-Bastide (gare d'Orléans) sur la rive droite de la Garonne. Le développement important des chemins de fer à la fin du XIXe siècle rendit nécessaire son agrandissement. Les travaux débutèrent en 1889. Le hall d'arrivée fut bâti en premier en 1893 ; puis ce fut le hall de départ en 1897. La totalité du complexe fut terminée en 1898. Cette nouvelle gare est l'œuvre de l'ingénieur de la Compagnie du Midi, Louis Choron, adjoint de l'architecte Marius Toudoire.
La fusion en 1934 entre la Compagnie du Midi et la Compagnie du Paris-Orléans sonna le glas définitif de la gare de Bordeaux-Bastide. Il existait aussi une autre gare située sur la rive droite, au sud de celle de la Bastide : la gare de l'État, terminus qui devint la gare marchandise de Bordeaux-Deschamps. La ville était en effet desservie par trois compagnies ferroviaires. Un grand remaniement des lignes sur la rive droite eut lieu en 1954.
Le hall des départs est une grande salle du XIXe siècle, construite sur deux niveaux et éclairée par une vaste verrière. Dans ce hall, une carte peinte, de grandes dimensions, amputée à l'occasion des travaux de rénovation de la gare dans les années 1980 — pour créer un passage entre deux espaces —, représente les lignes du réseau de la compagnie du Midi, de Bordeaux à Sète. La partie amputée correspond à l'essentiel du massif des Pyrénées et des lignes de montagne de l'ancien réseau du Midi (en particulier dans l'Ariège et l'Aude).
Le 12 octobre 1987, le maire de Bordeaux Jacques Chaban-Delmas, le président de la Société nationale des chemins de fer français (SNCF) Philippe Essig et le directeur régional Marc Cauty inaugurent les nouvelles installations modernisées du bâtiment, devant permettre l'accueil du futur TGV Atlantique.
La verrière surplombant les voies est la plus grande verrière ferroviaire d'Europe. Elle est l'œuvre de l'entreprise de construction métallique Daydé & Pillé comme en témoignent les plaques des constructeurs présentes sur les poteaux en acier. Gustave Eiffel a conduit, en tant que maître d'ouvrage (et non concepteur), les travaux de construction, de 1858 à 1860, du pont ferroviaire appelé passerelle Eiffel utilisé jusqu'en 2008 pour traverser la Garonne et qui permettait à la gare Saint-Jean d'être reliée à tout le réseau ferroviaire au nord de la Garonne. Un nouvel ouvrage à quatre voies le remplace depuis cette date, permettant d'augmenter sensiblement la cadence des passages de trains.
La gare, ainsi que sa halle métallique couvrant les voies, fait l’objet d’une inscription au titre des monuments historiques depuis le 28 décembre 1984.
Un chantier de rénovation de la gare est entrepris à partir du printemps 2014 et s'achève à l'arrivée de la ligne LGV prévue en juillet 2017. Dans un premier temps, la pose de 3 000 tonnes d'échafaudages a été nécessaire au chantier, impliquant le renforcement par des étais des passages souterrains au-dessus desquels ils sont implantés. Près de 150 personnes œuvrant nuit et jour sont nécessaires aux diverses tâches : désamiantage, décapage des couches successives de peinture au plomb sur les structures métalliques, remplacement de toutes les plaques de verre de la verrière longue de 300 mètres et d'une superficie de 17 400 m2, ainsi que celui de 200 tonnes de panneaux en pin, apposition de 25 000 litres d'une nouvelle peinture dans les tons gris bleuté, pose d'une nouvelle couverture en zinc. Des travaux annexes sont également au programme : rénovation des marquises du XIXe siècle devant la gare ainsi que de certains escalier mécaniques et passages souterrains.

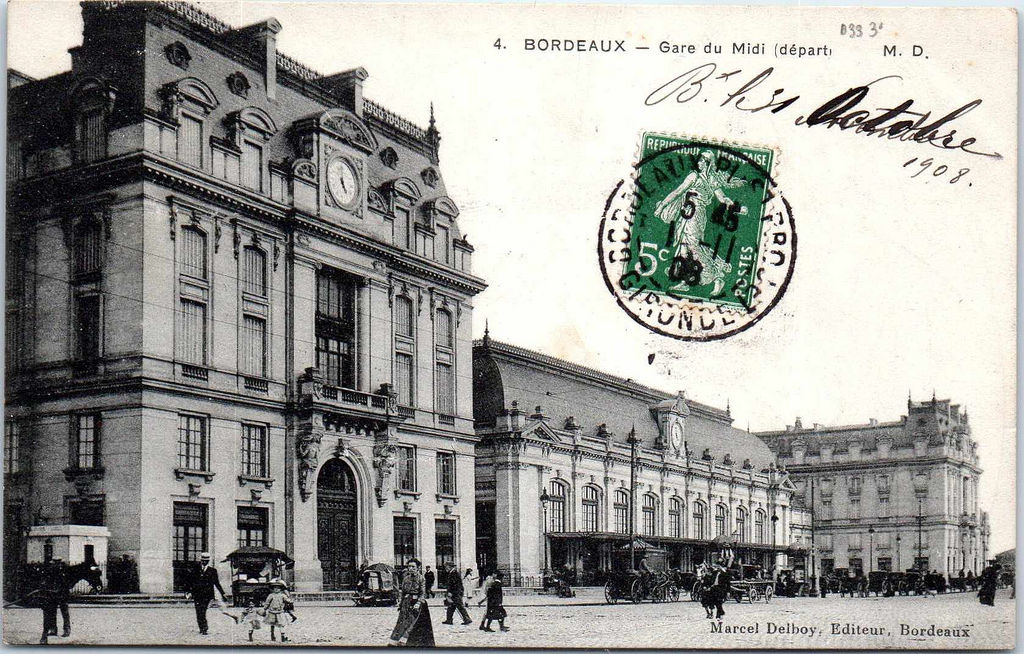
Façade de la gare du Midi.
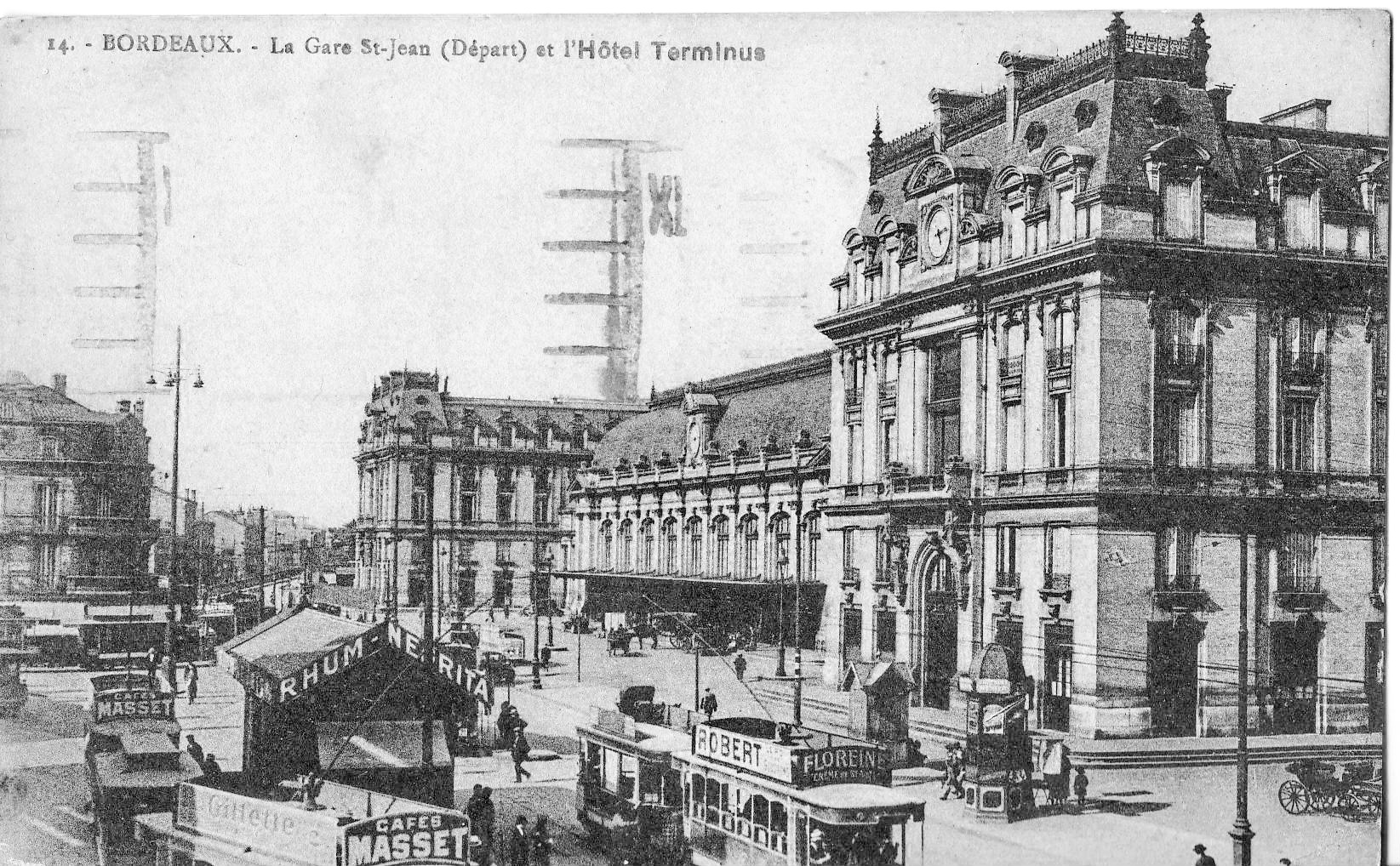
Rames de l'ancien tramway de Bordeaux devant la gare, dans l'entre-deux-guerres.
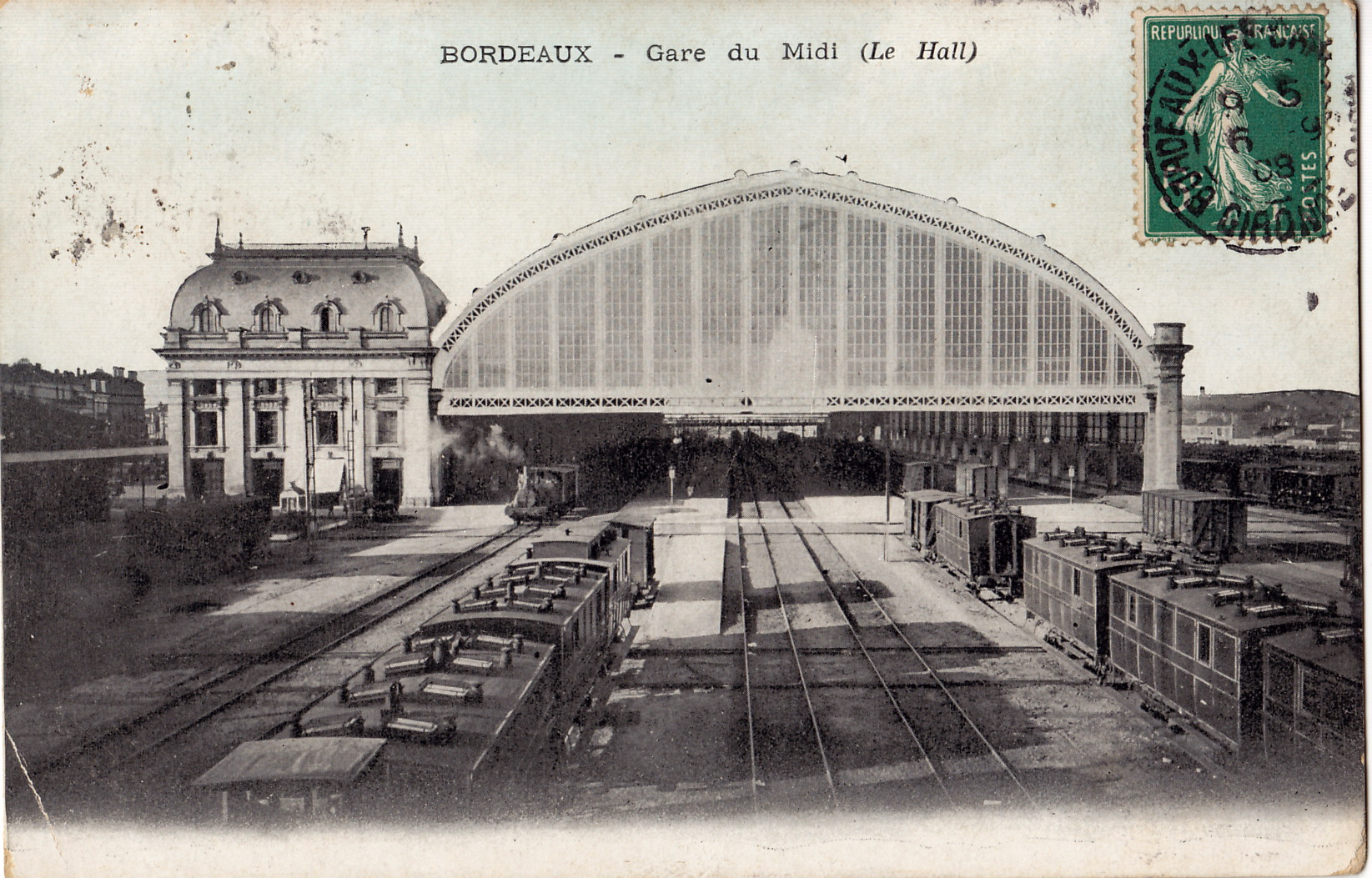
La verrière de la gare, vers 1908.
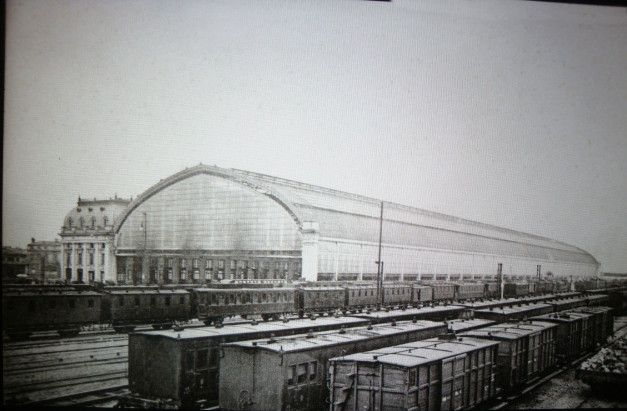
La halle.

### Autres dates

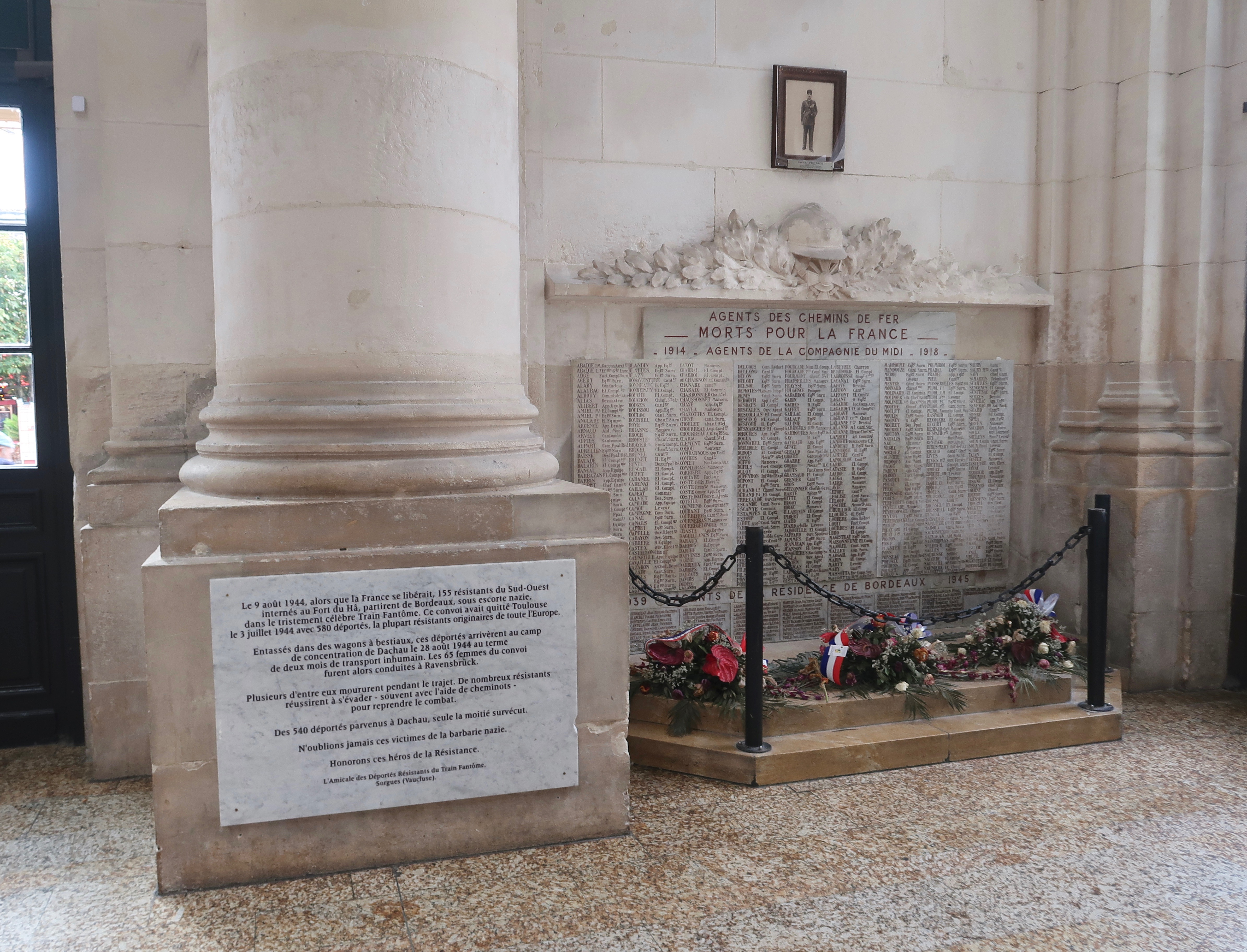
Monument aux morts de la Première Guerre mondiale (à droite) et plaque en hommage aux victimes du « Train fantôme » durant la Seconde Guerre mondiale (à gauche). L'ensemble est situé dans le hall 1. Au-dessus du monument de droite se trouve une photo du résistant Charles Domercq, tué par les Nazis en 1944.

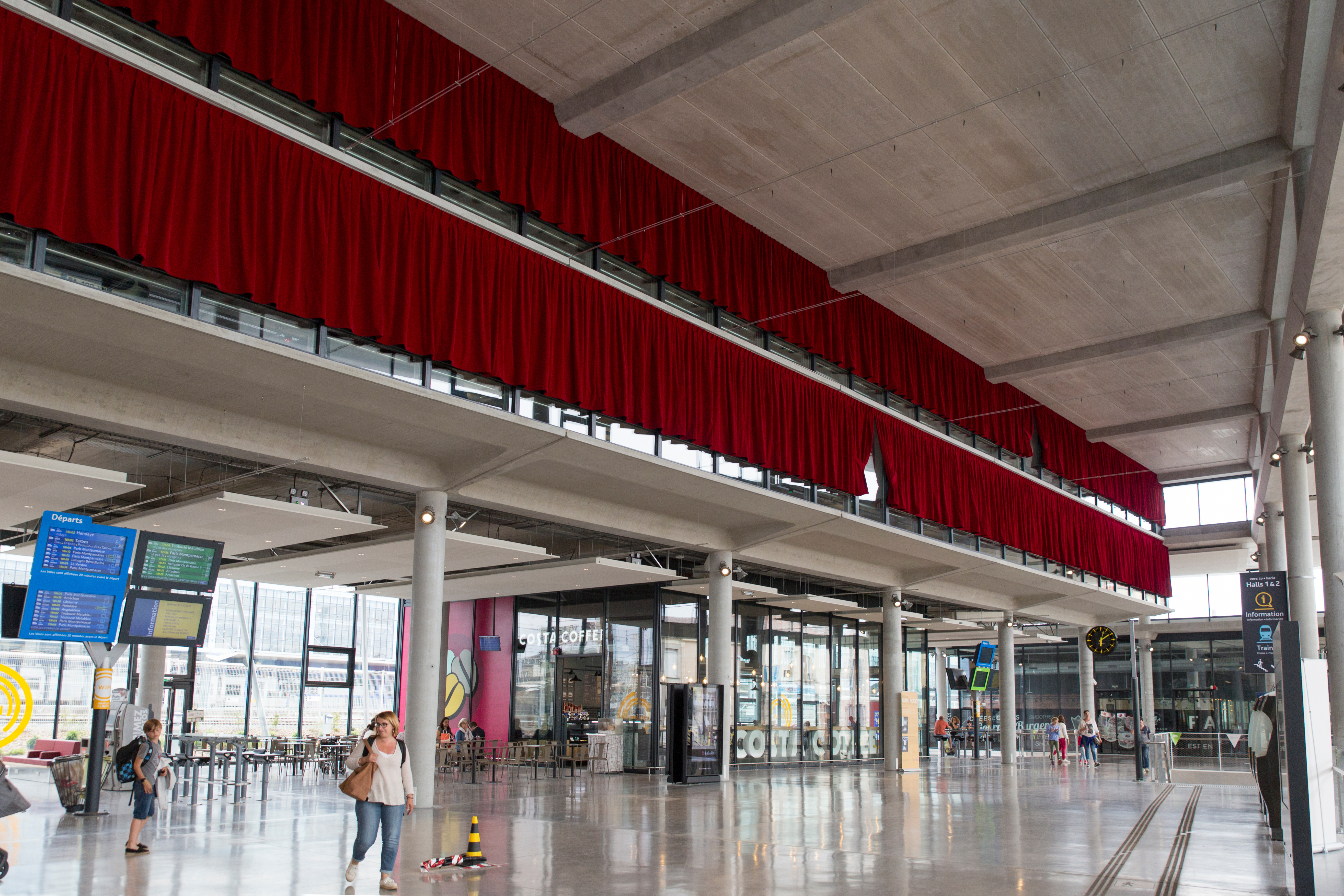
Hall Belcier, en juillet 2017.

Les autres dates intéressant la gare sont listées ci-après.
- 20 septembre 1852 : mise en service de la ligne d'Angoulême à Bordeaux, par la Compagnie du PO.
- 31 mai 1855 : mise en service de la ligne de Bordeaux-Saint-Jean à Langon, par la Compagnie du Midi.
- 1er septembre 1860 : mise en service du raccordement des gares PO et Midi à Bordeaux.
- Décembre 1940 : au début de l'Occupation, départ du premier convoi de travailleurs volontaires français en direction de Hambourg, en Allemagne, constitué de 115 hommes comprenant des terrassiers, des charpentiers, des mécaniciens et des chômeurs[16].
- 22 juillet 1944 : assassinat de Charles Domercq. Sous-chef de gare principal, membre de plusieurs réseaux de Résistance, il sera torturé par les Nazis mais ne parlera pas. La rue devant la gare porte depuis son nom[17]. Une petite photo de lui est accrochée au-dessus du monument aux morts de la gare, dans la partie nord-ouest du hall 1 (photo ci-contre).
- 13 mai 1954 : la RGP2 X 2701 + XR 7701 (série X 2700) relie Lyon à Bordeaux.
- 17 décembre 1970 : dernière circulation d'une RGP2 (série X 2700) du dépôt de Lyon-Vaise sur la relation Genève - Bordeaux via Montluçon et Limoges et retour.
- 23 mai 1971 : création du train Trans-Europ-Express (TEE) L'Aquitaine entre Paris-Austerlitz et Bordeaux, composé de voitures Grand Confort tractées par des locomotives électriques de la série CC 6500.
- 26 mai 1974 : première circulation commerciale d'un turbotrain de type RTG (du dépôt de Vénissieux) entre Lyon et Bordeaux.
- 30 mai 1984 : dernier jour de circulation d'un train Trans-Europ-Express (TEE) L'Aquitaine entre Paris-Austerlitz et Bordeaux.
- 25 septembre 1990 : première desserte commerciale par TGV entre Bordeaux et Paris, en 2 h 58 min.
- 12 août 2003 : la locomotive diesel-électrique CC 72059 (série CC 72000) tracte le train 4490/1 Le Ventadour Bordeaux - Grenoble via Clermont-Ferrand et Lyon.
- 11 décembre 2004 : dernière circulation d'un turbotrain RTG entre Lyon et Bordeaux.
- 9 décembre 2007 : mise en service d'autorails X 72500 sur la relation Lyon - Bordeaux via Montluçon, Guéret et Limoges, par la région Limousin et la région Rhône-Alpes.
- 2 juillet 2017 : mise en service de la LGV Sud Europe Atlantique. Paris est désormais à 2 h 4 min de Bordeaux.

## Fréquentation
De 2015 à 2023, selon les estimations de la SNCF, la fréquentation annuelle de la gare s'élève aux nombres indiqués dans le tableau ci-dessous.
| Année                      | 2015       | 2016       | 2017       | 2018       | 2019       | 2020       | 2021       | 2022       | 2023       |
| -------------------------- | ---------- | ---------- | ---------- | ---------- | ---------- | ---------- | ---------- | ---------- | ---------- |
| Voyageurs                  | 12 062 338 | 12 198 403 | 14 979 299 | 16 080 989 | 17 675 655 | 11 184 093 | 16 454 662 | 21 353 889 | 22 612 374 |
| Voyageurs et non voyageurs | 14 891 776 | 15 059 756 | 18 492 961 | 19 853 073 | 21 821 796 | 13 807 523 | 20 314 398 | 26 362 827 | 27 916 511 |

## Service des voyageurs

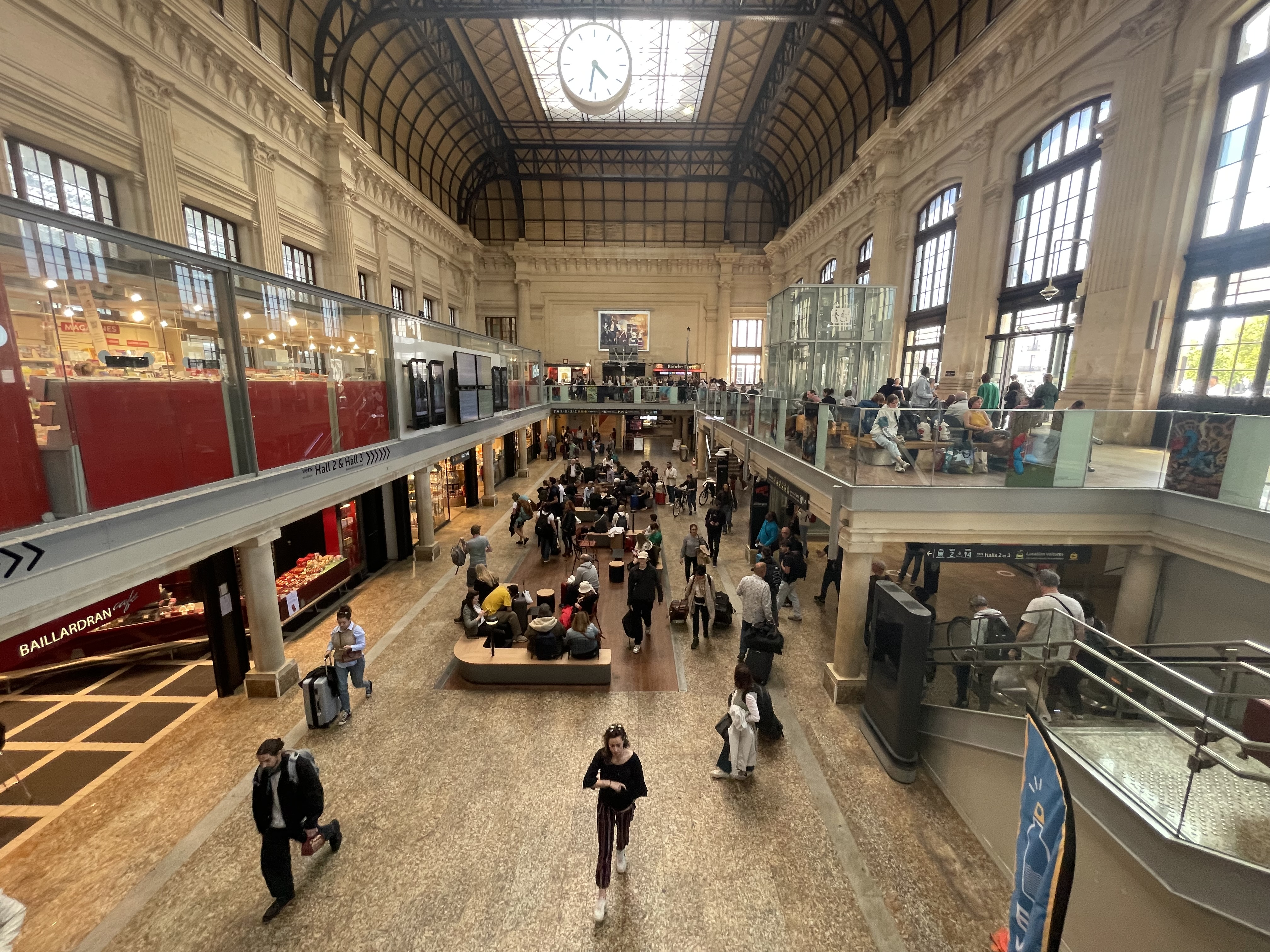
Hall Louis Armand (Hall 1).

### Accueil
Le hall d'arrivée est bâti en premier, en 1893, et le hall de départ en 1897. Ils sont rénovés en 1990, lors de la construction de la LGV Atlantique, puis de nouveau en 2016-2017, à l'occasion de la construction de la LGV Sud Europe Atlantique qui met Bordeaux à 2 h 4 de Paris.
Côté Belcier, un nouveau hall, le no 3, ouvre le 26 avril 2017 rue des Terres-de-Borde. C’est l’accès le plus commode pour les automobilistes, car le bâtiment est adossé à un parking de 850 places.
La gare est traversante par 3 passages souterrains.

### Desserte

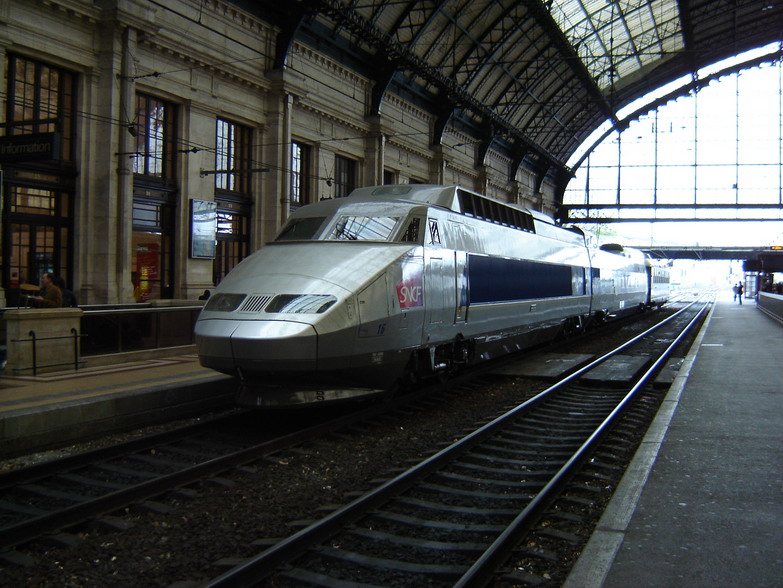
TGV à quai, sous la halle.

Elle est desservie par des TGV (services TGV inOui et Ouigo), en provenance ou à destination de Paris-Montparnasse, Toulouse-Matabiau, Hendaye, Tarbes, Arcachon, Aéroport Charles-de-Gaulle 2 TGV, Lille-Flandres ou Lille-Europe, Tourcoing, Strasbourg-Ville et Francfort-sur-le-Main (en été), ainsi que des trains Intercités de ou vers Nantes, Nîmes et Marseille-Saint-Charles.
La desserte est également assurée par de nombreux TER Nouvelle-Aquitaine en provenance ou à destination de : Arcachon, Mont-de-Marsan, Langon, Marmande, Agen, Macau, Lesparre, Le Verdon, La Pointe-de-Grave (en été), Hendaye, Pau, Lourdes, Tarbes, Libourne, Coutras, Saint-Mariens - Saint-Yzan, Saintes, La Rochelle-Ville, La Rochelle-Porte-Dauphine, Angoulême, Bergerac, Sarlat, Périgueux, Brive-la-Gaillarde, Tulle et Limoges-Bénédictins.

### Intermodalité
La gare est desservie par les lignes C et D du tramway de Bordeaux, ainsi que les lignes « Bus express » G, « Lianes » 6, 9, 31 et 35, « Principale » 20 et « Flex'Night » N5 du réseau de bus de Bordeaux Métropole, qui propose en outre la « Navette Arena ».
Les autocars régionaux (« TransGironde ») des lignes 601, 701, 702 et 710 desservent également la gare.
À côté de la gare, un parc de stationnement de 250 places pour les vélos est disponible, ainsi que trois stations de location de vélos en libre service (rue Saint-Vincent-de-Paul, gare Saint-Jean et Belcier).

## Service des marchandises
Cette gare est ouverte au service du fret.

## Projets et travaux

### Aménagement de la gare

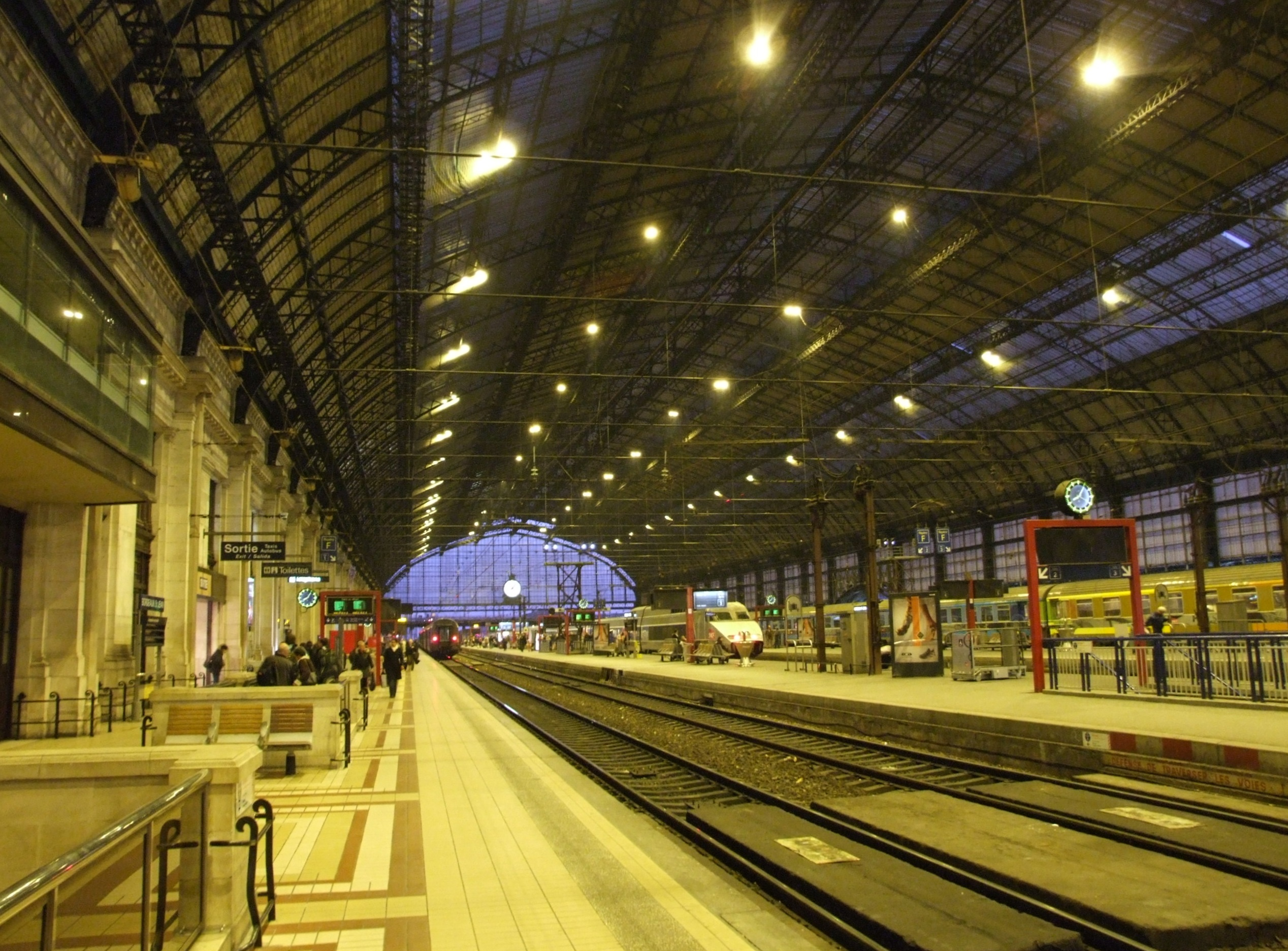
Les quais, sous la verrière.

Au nord de la gare, la passerelle Eiffel était le seul pont ferroviaire permettant de traverser la Garonne à Bordeaux et ne comportait que deux voies limitées à un passage à 30 km/h. D'autre part, la portion commune aux 2 lignes vers Paris-Austerlitz et Chartres jusqu'à la bifurcation de Saintes située à Cenon est encore à deux voies et comportait des passages à niveau. Tout ceci est un goulet d'étranglement responsable de la saturation du trafic à destination ou en provenance du Nord de la France : c'est le bouchon ferroviaire de Bordeaux. Un nouveau pont à quatre voies a été construit par SNCF Réseau (anciennement RFF). La mise en service complète des quatre voies, sur celui-ci, a eu lieu en 2010. Cependant, le hiatus de 2 km jusqu'à Cenon subsistera jusqu'en 2017.
La destruction de la passerelle, envisagée par son propriétaire RFF, risque de remettre en cause le classement de Bordeaux au patrimoine mondial de l'UNESCO. RFF se déclare cependant prête à la céder à la collectivité. Le ministère de la Culture a pris un arrêté de mise en instance de classement en juin 2008 pour une durée d'un an. Pendant cette année, des études ont été réalisées permettant d'évaluer combien coûterait le maintien de cet ouvrage, et s'il doit être classé monument historique.
L'ouvrage fait à présent partie d'un ensemble de trois sites historiques (avec la base sous-marine créée par les Allemands pendant l'Occupation) dont la réhabilitation est portée par les collectivités dans le cadre de la candidature pour « Bordeaux 2013, Capitale européenne de la culture ».

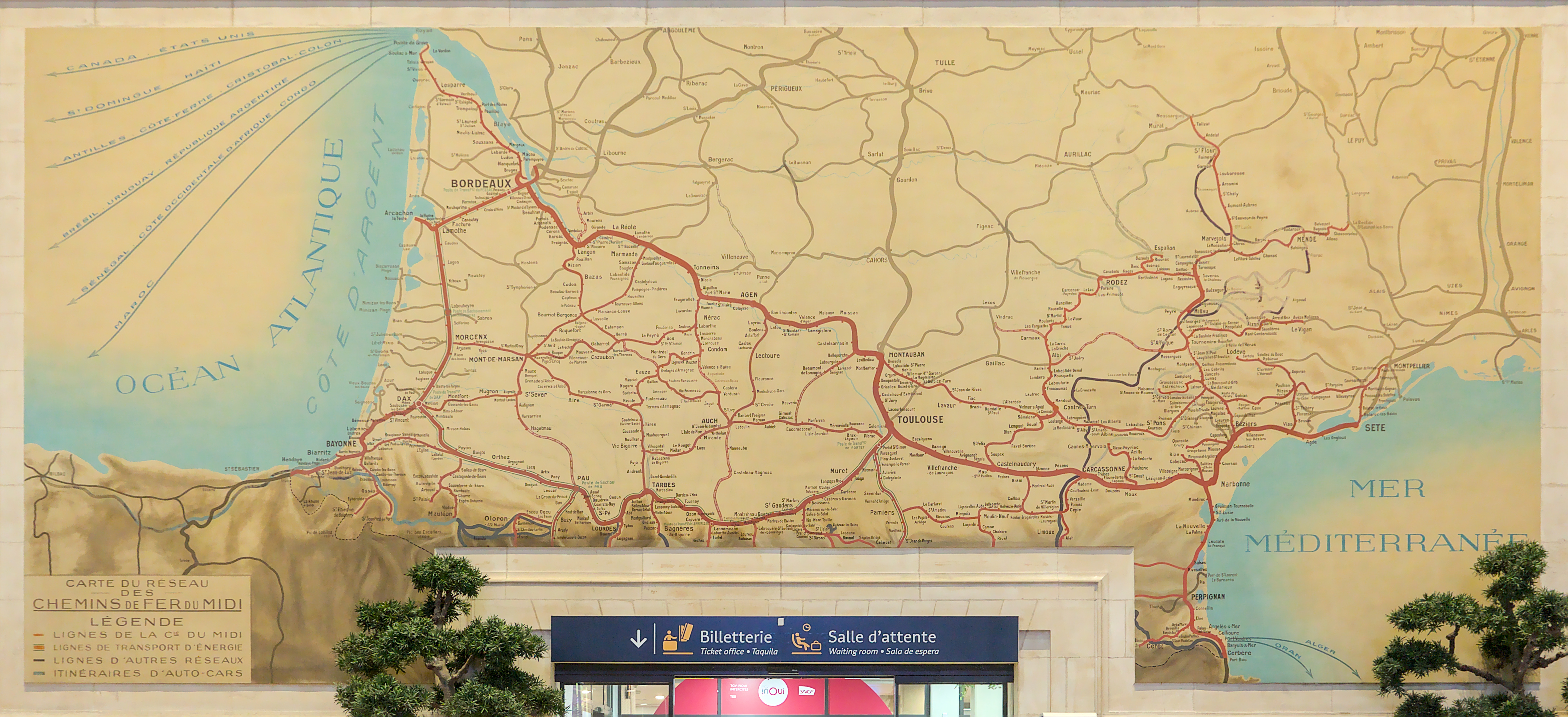
Carte murale du réseau de l'ancienne Compagnie du Midi.

Les travaux visant à faire sauter le bouchon ferroviaire comprennent également le remplacement de la gare de Bordeaux-Benauge (sur la rive droite de la Garonne) par le pôle multimodal à Cenon permettant la connexion entre le réseau TER et la Ligne A du tramway de Bordeaux (réseau TBM). Ce pôle multimodal a été mis en service en septembre 2007.
La carte murale (présente depuis 1929) fait l'objet d'une restauration entre les mois d'août et de décembre 2019. Ce travail a été rendu nécessaire car d’importantes quantités de poussières et de taches organiques recouvraient la carte. La couche de peinture présentait également de nombreuses zones écaillées ou cloquées. Sur d’autres parties de la carte, elles avaient même disparu et laissaient place à des lacunes de couleurs. Une équipe de quatre personnes consacrera plus de 2 000 heures aux réparations. SNCF Gares & Connexions, avec le soutien du ministère de la Culture, participera à la réunion des fonds nécessaires. Le budget consacré à la restauration est estimé à 120 000 euros. La SNCF annonce le projet complet en février 2020. La carte d'une surface de 75 m2 est commandée en 1928 par la Compagnie du Midi au peintre A. Malbec. Cette carte avait pour objet de représenter l’étendue du domaine ferroviaire régional, électrisé à partir de 1910, et de magnifier sa principale gare.

### Des nouvelles lignes à grande vitesse
La construction de la LGV Sud Europe Atlantique permet de réduire, en 2017, le temps de trajet à 2 h entre Bordeaux et Paris. Le prolongement de cette ligne vers Madrid et Lisbonne va permettre d'assurer la connexion des pays du Nord et du Sud de l'Europe avec les lignes vers Londres, Bruxelles et Amsterdam. De plus, la LGV Bordeaux - Toulouse mettra cette dernière ville à 1 h de Bordeaux, et devrait aussi ouvrir de nouvelles liaisons transversales de Bordeaux vers le littoral de la Méditerranée et le sillon rhodanien.
Ces connexions de lignes à grandes vitesses doivent permettre, selon la SNCF (février 2009), de voir le trafic passer de 10 à plus de 20 millions de voyageurs par an.

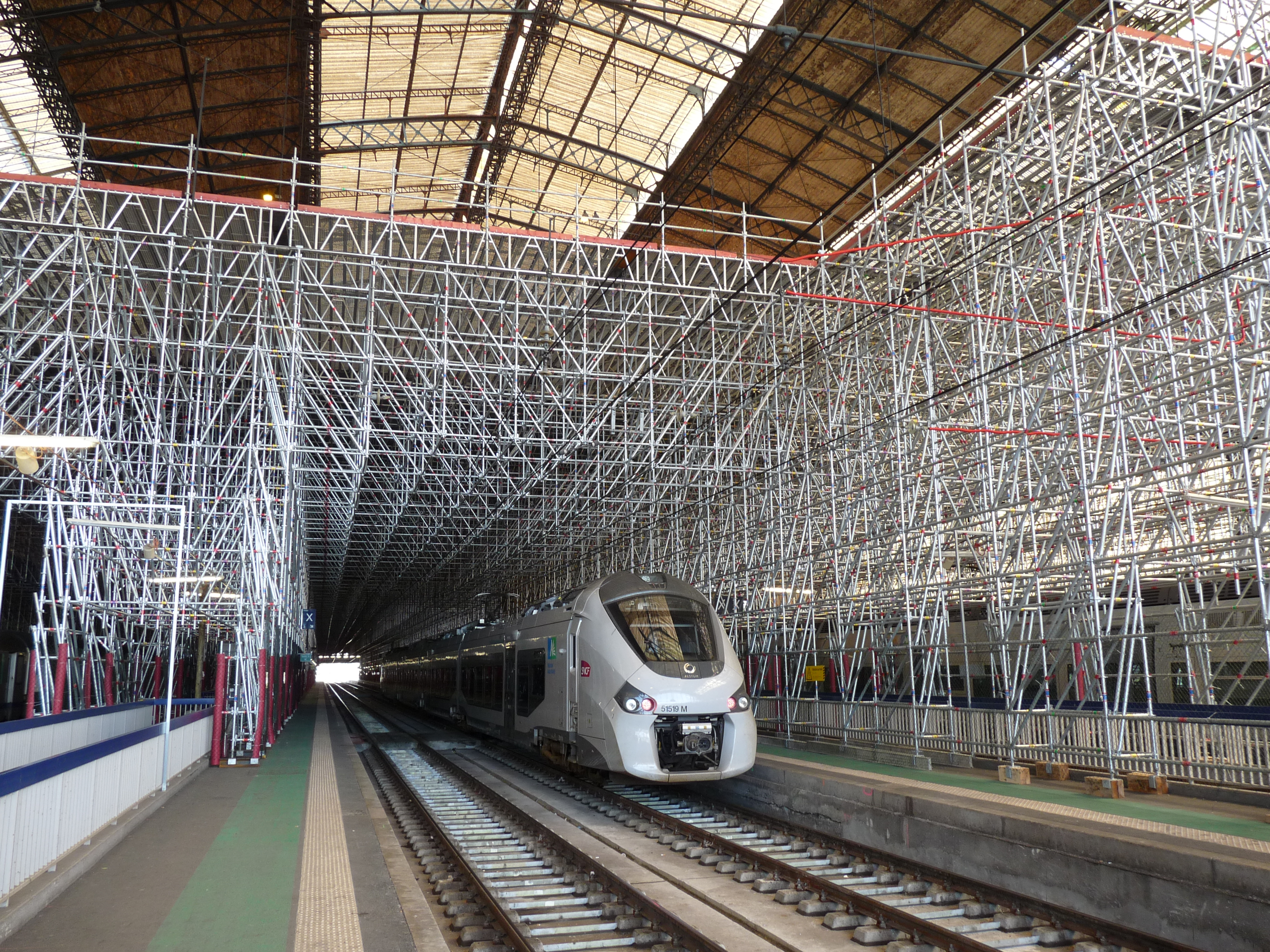
Train TER Régiolis passant sous un échafaudage métallique, en août 2015.

### Bordeaux-Euratlantique
Une opération d'intérêt national dénommée Bordeaux-Euratlantique a été créée par un décret du 5 novembre 2009, pour l'aménagement global des espaces situés autour de la gare Saint-Jean.
Bordeaux-Euratlantique se développera sur une surface de 738 ha répartis sur Bordeaux avec 386 ha, Bègles avec 217 ha et Floirac avec 135 ha. L'objectif, à l'horizon 2030, est de créer un centre d'affaires au rayonnement international dans ces nouveaux quartiers. Il est prévu la construction de 2,5 millions de mètres carrés de surface, répartis entre 15 000 logements et 500 000 m2 de bureaux. Des commerces et des équipements publics viendront compléter ces aménagements.

### Grande Gare de Bordeaux
Le 24 mai 2024, l'Union européenne (UE), l'État, la région Nouvelle-Aquitaine, Bordeaux Métropole, la ville de Bordeaux, ainsi que l'EPA Euratlantique, aux côtés de SNCF Gares & Connexions, estiment qu'il est nécessaire de réaménager la gare, sous la forme du projet « Grande Gare de Bordeaux ».

## Galerie de photographies

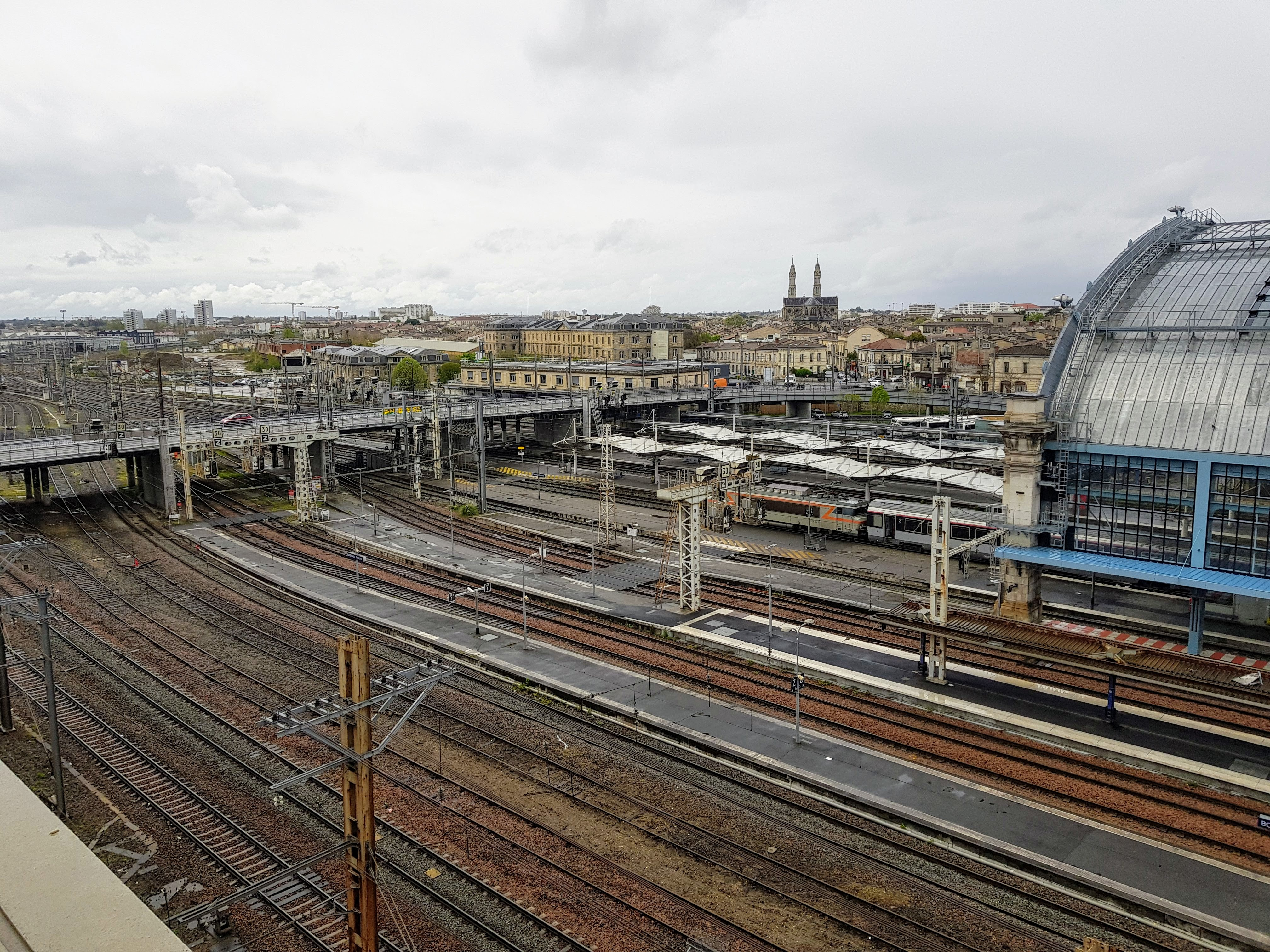
Vue du sud de la gare, avec la gare de triage au fond.
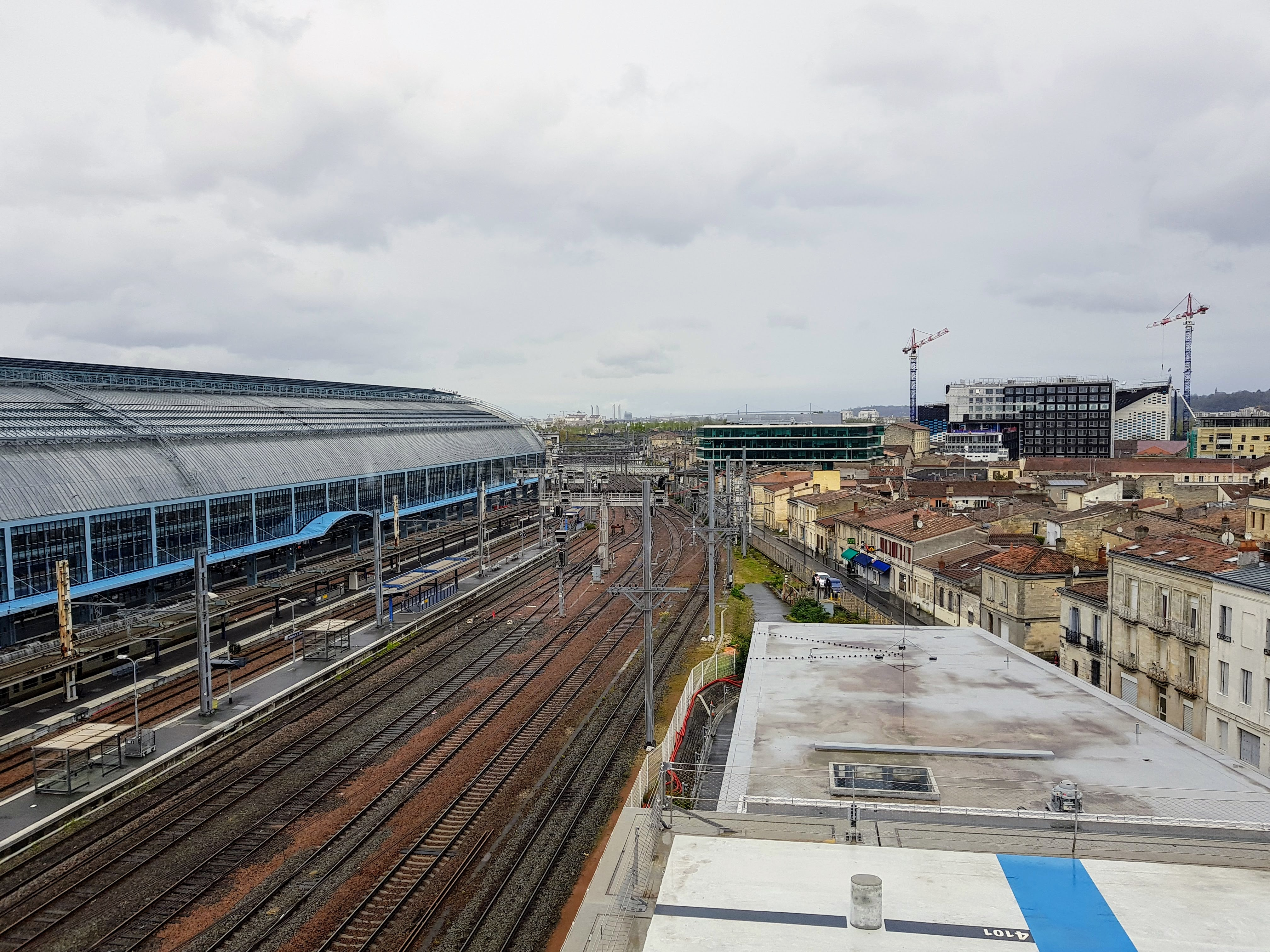
Vue du nord de la gare, avec le pont d'Aquitaine au fond.
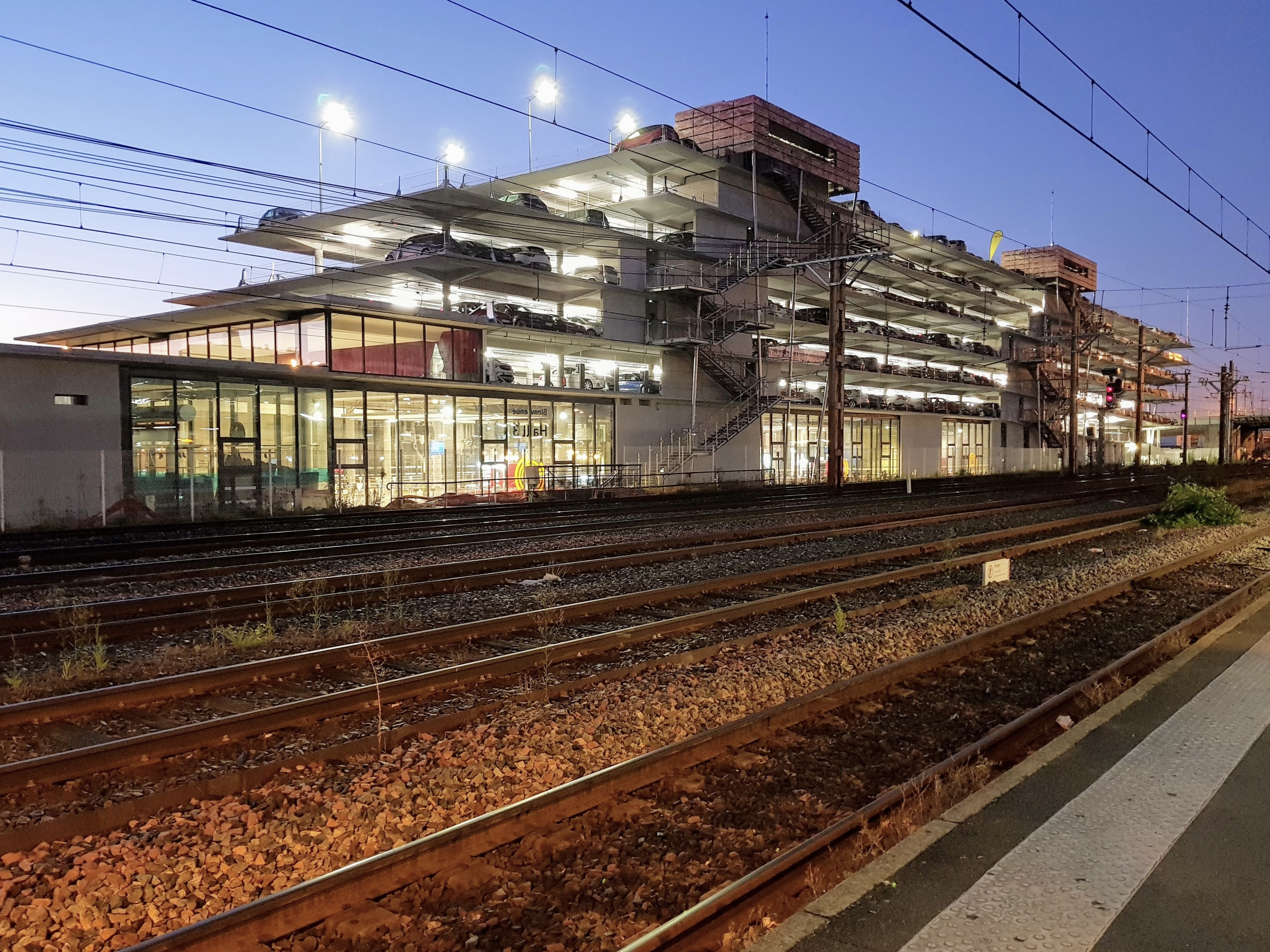
Parking aérien de la gare, côté quartier Belcier.
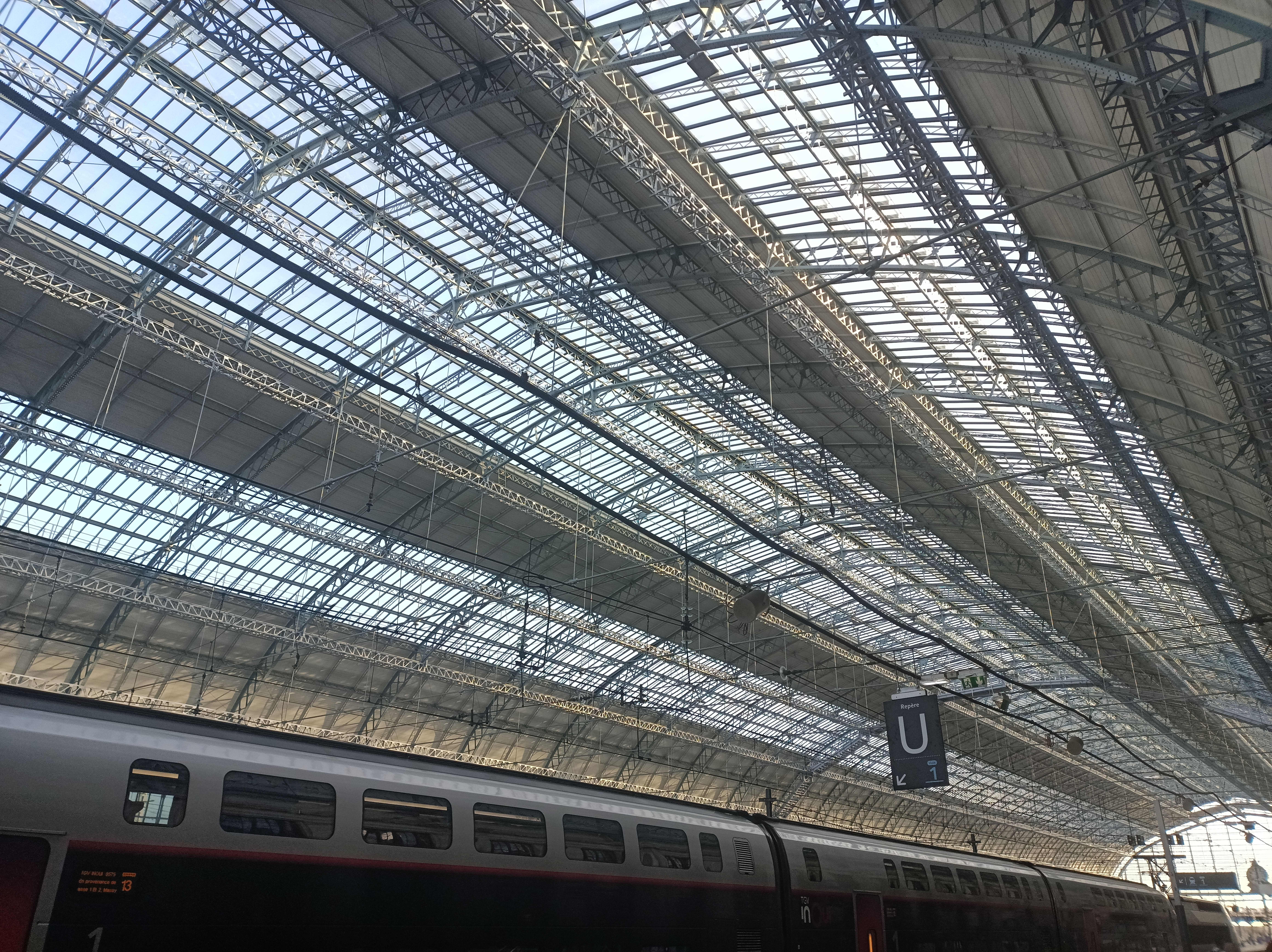
Verrière (ou halle métallique) de la gare.